# Dante Andrea Franzetti
Dante Andrea Franzetti (* 21. Dezember 1959 in Zürich; † 4. November 2015 ebenda) war ein Schweizer Schriftsteller sowie Herausgeber der Kulturzeitschrift Interessen.org und Mitautor derselben.

## Leben
Dante Andrea Franzetti war Sohn einer Schweizer Mutter und eines italienischen Vaters. Er wuchs zweisprachig auf. Sein Studium der Germanistik, Romanistik und Soziologie an der Universität Zürich beendete er mit dem Grad eines Lizenziats. Anschliessend arbeitete er als Lehrer für Italienisch an einem Zürcher Gymnasium und als Journalist für Schweizer Radio DRS in Zürich und Lugano. Von 1994 bis 1998 war er Italienkorrespondent des Zürcher Tages-Anzeigers.
Dante Andrea Franzetti war Verfasser von Romanen und Erzählungen in deutscher Sprache, er «beherrschte die Kunst der Leichtigkeit». Er lebte in der Nähe von Genua. Er starb nach Komplikationen infolge einer Herzoperation im November 2015 im Alter von 55 Jahren in Zürich.

## Auszeichnungen
- 1985 Förderpreis zum Friedrich-Hölderlin-Preis der Stadt Bad Homburg vor der Höhe
- 1985 Ernst-Willner-Stipendium beim Ingeborg-Bachmann-Preis
- 1987 Förderpreis zum Marburger Literaturpreis
- 1987 Ehrengabe der Stadt Zürich
- 1990 Werkjahr der Stiftung Pro Helvetia
- 1991 Conrad-Ferdinand-Meyer-Preis
- 1993 Adelbert-von-Chamisso-Preis
- 1996 Buchpreis des Kantons Zürich
- 2013 Schillerpreis der Zürcher Kantonalbank für seinen Roman Zurück nach Rom

## Werke
- Der Großvater. Erzählung. Nagel & Kimche, Zürich 1985, ISBN 3-312-00109-9; Piper, München 1987, ISBN 3-492-10656-0; Lenos, Basel 2013, ISBN 978-3-85787-761-2.
- Cosimo und Hamlet. Roman. Nagel & Kimche, Zürich 1987, ISBN 3-312-00129-3; Piper, München 1991, ISBN 3-492-11055-X.
- Die Versammlung der Engel im Hotel Excelsior. Roman. Nagel & Kimche, Zürich 1990, ISBN 3-312-00149-8; Piper, München 1994, ISBN 3-492-10862-8.
- „Zu Hause, aber daheim nicht“, zwischen den Literaturen. 5. Freiburger Literaturgespräch, 14. – 16. November 1991. Forum Allmende. Stadt Freiburg – Kulturamt, Freiburg im Breisgau 1991, DNB 920717829 (= Freiburger Literaturgespräch, Nr. 5, 1991).
- Das Funkhaus. Roman. Piper, München 1993, ISBN 3-492-03693-7.
- Die Sardinennacht. Dreißig Fernsehschnitte aus dem Zeitalter Berlusconi. Elster, Zürich 1996, ISBN 3-89151-236-8.
- Liebeslügen. Roman. Nagel & Kimche, Zürich 1996, ISBN 3-312-00219-2; Heyne, München 1998, ISBN 3-453-14150-4.
- mit Emanuel LaRoche und Claude Delarue: Vaterland, Vontobel-Stiftung, Zürich 1998, DNB 954744608 (teilweise deutsch, französisch und italienisch).
- Curriculum eines Grabräubers. Erzählungen. Nagel & Kimche, Zürich 2000, ISBN 3-312-00268-0.
- Passion. Journal für Liliane. Haymon, Innsbruck 2006, ISBN 3-85218-493-2.
- Mit den Frauen. Roman. Haymon, Innsbruck 2008, ISBN 978-3-85218-565-1.
- Das Bein ohne Mann. Lenos, Basel 2011, ISBN 978-3-85787-412-3 (mit Clown Pic).
- Zurück nach Rom. Lenos, Basel 2012, ISBN 978-3-85787-426-0.
- Roger Rightwing köppelt das feingeistige Tischgespräch. Lenos, Basel 2012, ISBN 978-3-85787-762-9 (Satire auf Roger Köppel).
- Richtig im Kopf. Kriminalnovelle. Lenos, Basel 2014, ISBN 978-3-85787-451-2.

### Herausgeberschaft
- Gerhard Amanshauser: Das Erschlagen von Stechmücken. Verstiegene Geschichten. Rio, Zürich 1993, ISBN 3-9520059-4-0.